# Helikas

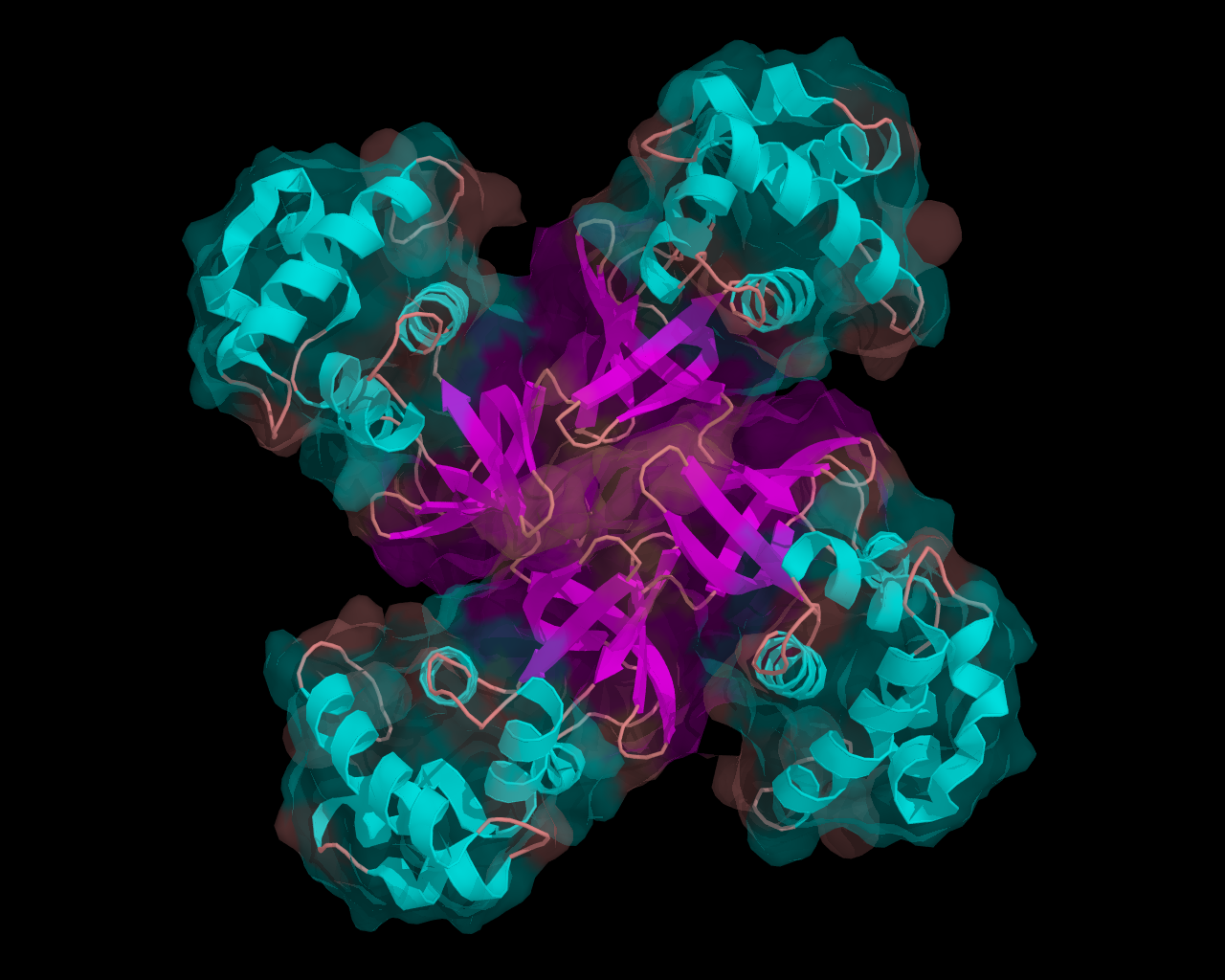
Molekylstruktur för ett helikas hos Escherichia coli

Helikas är en grupp enzymer som finns hos alla levande organismer. Helikaser är motorproteiner som rör sig längs nukleinsyrors fosfodiester-ryggrad och vars funktion är att separera två sammanlänkade strängar (exempelvis hos DNA eller RNA) och på så vis öppna upp helix-strukturen.
Omkring en procent av eukaryota gener kodar för helikaser. Det mänskliga genomet kodar för 95 olika helikaser: 64 RNA-helikaser och 31 DNA-helikaser. Många cellulära processer, såsom DNA-replikation, transkription, translation, rekombination, DNA-reparation och syntes av ribosomer, använder sig av helikaser för att kunna separera nukleinsyrasträngarna.

## Funktion

Helikas verkningsmekanism i DNA-replikationen. Helikas = helicase, blå triangel.

Helikas används för att separera dubbelsträngade DNA-molekyler eller ihopkopplade RNA-molekyler genom att använda energin från ATP-hydrolys, vilket är en process där vätebindningar mellan sammankopplade nukleotidbaser bryts. Helikas eliminerar även nukleinsyra-associerade proteiner och katalyserar homolog DNA-rekombinationen. RNA-splitsning, RNA-transport, RNA-editering och RNA-degradering faciliteras av helikaser. Helikaser rör sig stegvis längs en nukleinsyrasträng i en viss riktning och processivitet som är specifik för varje enskilt enzym.

## Historia
DNA-helikaser upptäcktes i E. coli år 1976. Detta helikas beskrevs som ett "DNA-separationsenzym" som "denaturerar DNA-duplexer genom ATP-beroende reaktioner". Det första eukaryotiska DNA-helikaset upptäcktes 1978 i liljor. Sedan dess har DNA-helikaser upptäckts i och isolerats från andra bakterier, virus, jäst, flugor och högre eukaryoter. Åtminstone 14 olika helikaser har isolerats från encelliga organismer, 6 helikaser från bakteriofager, 12 från virus, 15 från jäst, 8 från växter, 11 från kalvthymus och omkring 25 helikaser har isolerats från människoceller.
- 1976 - Upptäckt och isolering av DNA-helikas från E. coli.[4]
- 1978 - Upptäckt av den första eukaryotiska DNA-helikaset, isolerad från lilja.[5]
- 1985 - Det första däggdjurs-DNA-helikaset isoleras från kalvthymus.[8]
- 1990 - Isolering av DNA-helikas från människa.[9]
- 1992 - Isolering av det första rapporterade mitokondriella DNA-helikaset.[10]
- 2002 - Isolering och karakterisering av den första DNA-helikaset från malariaparasiten Plasmodium cynomolgi.[11]